# Couvent franciscain Saint-Bonaventure de Visoko
Le couvent franciscain Saint-Bonaventure de Visoko est un couvent de franciscains situé à Visoko, dans la municipalité de Visoko en Bosnie-Herzégovine. Il a sans doute été fondé au XIVe siècle et a subi de nombreux remaniements ultérieurs ; il est aujourd'hui inscrit sur la liste des monuments nationaux de Bosnie-Herzégovine.
Les bâtiments du monastère abritent aujourd'hui le lycée de Visoko.